# Carex triangularis
Carex triangularis är en halvgräsart som beskrevs av Johann Otto Boeckeler. Carex triangularis ingår i släktet starrar, och familjen halvgräs. Inga underarter finns listade i Catalogue of Life.